# Marcelino Pérez de Arroyo
Andrés Marcelino Pérez de Arroyo y Valencia (Popayán, 26 de abril de 1764 - Cali, 5 de junio de 1833) fue un presbítero, abogado y arquitecto neogranadino que participó en el movimiento de la Independencia de Colombia junto a otros miembros de su familia. Alto exponente del neoclasicismo en la arquitectura de la Nueva Granada, la mayor parte de su obra se concentra en su ciudad natal y ha sido declarada de conservación patrimonial.

## Primeros años y formación
Fue el primogénito de Andrés José Pérez de Arroyo, Fiscal de la Real Audiencia de Panamá, y Francisca Antonia Valencia y Sáenz del Pontón, payanesa, hija de Pedro Agustín de Valencia, fundador y tesorero de la Casa de Moneda de Popayán, y hermana del I Conde de Casa Valencia. Sus hermanos José Antonio, Mariano, Manuel María y Santiago optaron por utilizar a partir de 1825 el primer apellido de su abuela paterna, la española Rafaela Arroyo y Márquez, pues eran conocidos entre sus contemporáneos como "los Arroyo" y no como "los Pérez de Arroyo". Sin embargo, Andrés Marcelino continuó firmando e identificándose hasta su muerte con sus apellidos completos.
Estudió latinidad, retórica, filosofía, humanidades y algunas asignaturas de derecho civil y canónico en el Real Colegio Seminario de San Francisco de Asís de su ciudad natal. Posteriormente, se trasladó a Santafé y, tras completar los cursos de jurisprudencia y teología, obtuvo en el Colegio Mayor de Nuestra Señora del Rosario los títulos de bachiller y licenciado en teología y doctor en Derecho Canónico, donde vistió la beca el 17 de octubre de 1784. En 1785 defendió, bajo la dirección del Dr. Ignacio Moya, conclusiones sobre tres libros de Melchor Cano. En su alma mater se desempeñó como profesor de gramática latina y Vicerrector. En este último cargo le correspondió formar parte del equipo de directivos del claustro que tenía a su cargo la evaluación y aprobación de los expedientes de limpieza de sangre, nobleza e hidalguía de quienes aspiraban a estudiar en dicho centro académico, entre ellos, el Sabio Caldas.
La biblioteca particular que conformó a lo largo de su vida fue célebre por su variedad y volumen, y se vio enriquecida con libros enviados desde Madrid por su tío Tomás Pérez de Arroyo.

## Carrera eclesiástica
Fue ordenado sacerdote en Cartagena de Indias, tras lo cual la Inquisición lo nombró compulsor y comisario. Posteriormente, llegó a ser Consultor del Tribunal del Santo Oficio.

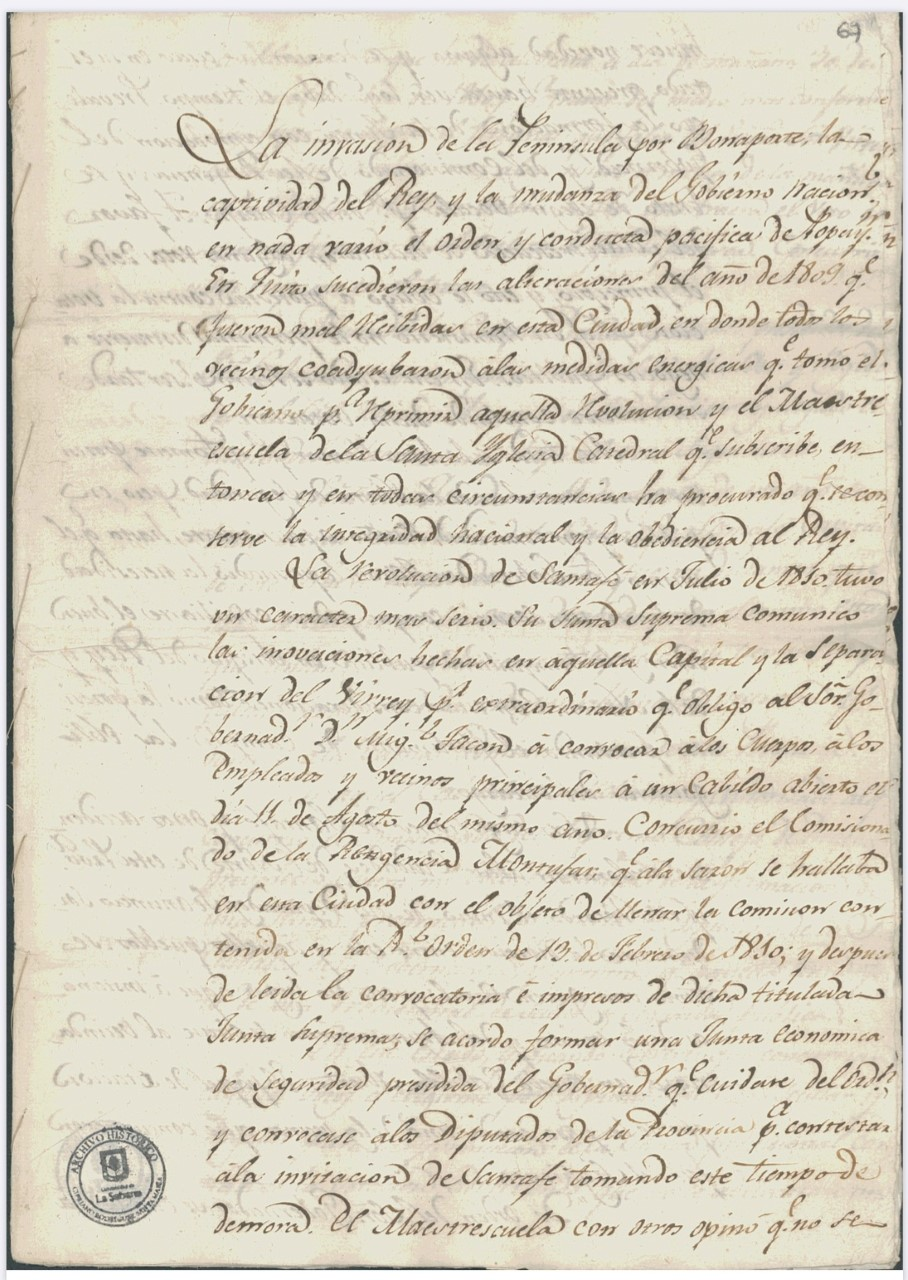
Proceso seguido por la corona española contra el presbítero Andrés Marcelino Pérez de Arroyo y Valencia por su apoyo a la causa independentista de la Nueva Granada (Archivo Histórico Cipriano Rodríguez Santamaría, Universidad de la Sabana, Bogotá).

De regreso a su ciudad natal se desempeñó como examinador sinodal y catedrático de instituciones de derecho civil y renunció a obtener remuneración alguna por espacio de cinco años, lapso en el que continuó su labor docente impartiendo la cátedra de teología dogmática. Ocupó numerosos cargos eclesiásticos, entre ellos fiscal interino, juez, asistente regio a la silla del capítulo de la catedral, medio racionero del coro de la misma y deán en 1819. Su capacidad oratoria fue reconocida y elogiada, en particular durante su desempeño como examinador sinodal del obispado. Fue candidato a ocupar la silla metropolitana del Arzobispado de Santafé. También ocupó los cargos de comisario de cruzada, magistral por oposición, tesorero y maestrescuela.
Bajo la orientación del obispo Salvador Jiménez de Enciso, Pérez de Arroyo redactó junto con Manuel Mariano Urrutia el plan de estudios para las escuelas primarias de Popayán.

## La independencia
Formó parte, al igual que su hermano Santiago, de la Junta de Gobierno establecida en Popayán el 5 de agosto de 1810 para buscar la independencia, participación que le significó la apertura de un proceso en su contra por parte de las autoridades españolas. Pérez de Arroyo, que en esa fecha se desempeñaba como maestrescuela de la catedral, se defendió afirmando que nunca estuvo de acuerdo con la conformación de la Junta pero que la opinión de la mayoría prevaleció para que así sucediese. En el extenso documento de su defensa, fechado el 11 de junio de 1816, el presbítero rememora los hechos de 1810 y los narra desde su propia perspectiva:

(...) Reunidos los cuerpos, prelados y vecinos del Gobernador, votaron por escrito los señores Alcaldes y Regidores, el señor Teniente Asesor y el señor Provisor, y llegado el turno del maestrescuela leyó el voto siguiente:

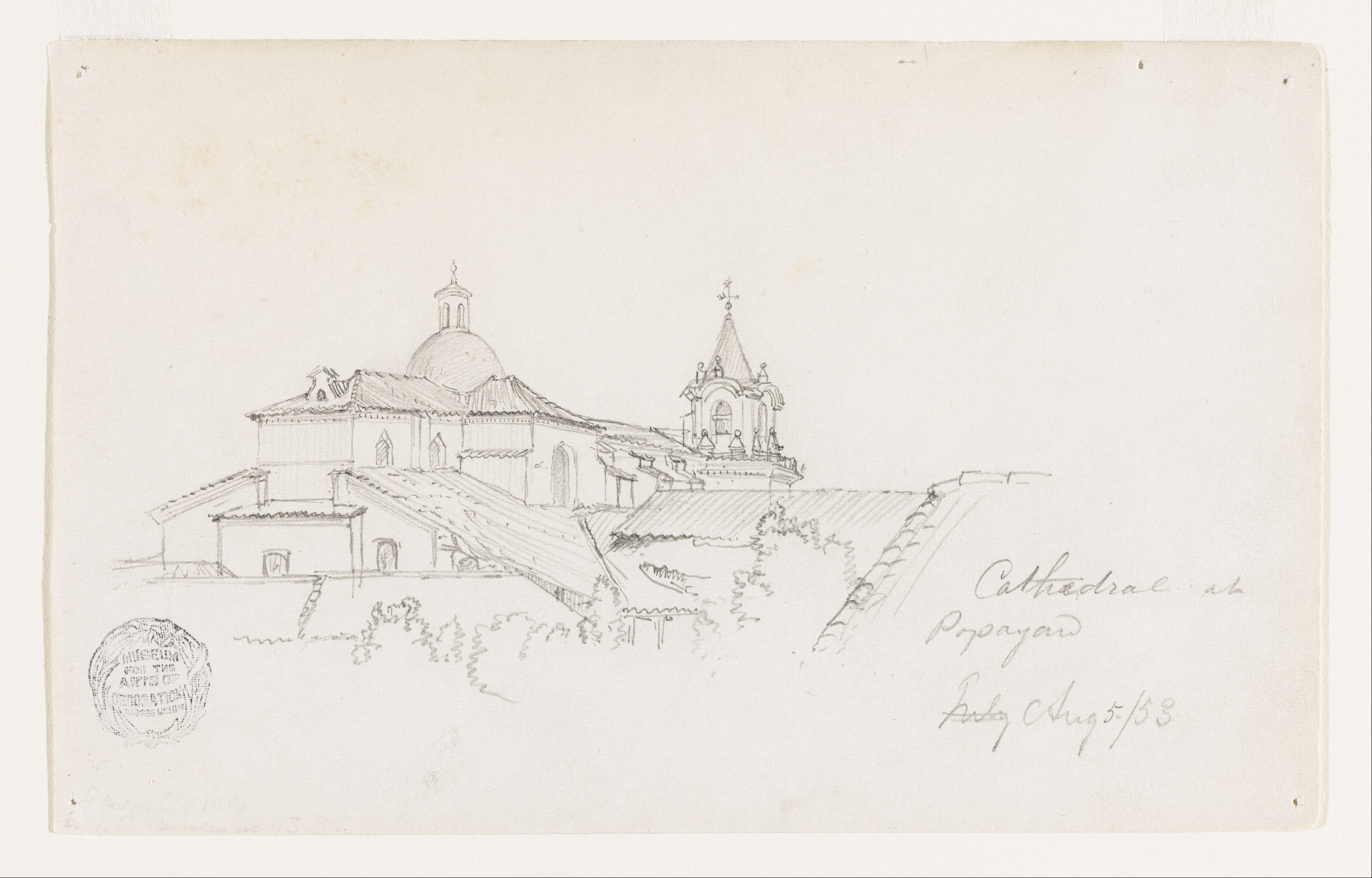
Vista de la catedral de Popayán hacia 1853 por Frederic Edwin Church.

Señores: En aquel cabildo tan solemne y autorizado, al que concurrió el Comisionado del Supremo Consejo de Regencia, prevaleció contra mi voto el parecer de la formación de una Junta Provincial compuesta de diputados de las ciudades de la Gobernación; y mientras que aquella tenía efecto de una Provisional de Salud y Seguridad Pública. En este Estado, y quando advertí que concurrían algunos votos a elegirme por diputado del Clero Secular y Regular para la formación de la Junta provisional, contradije la votación, advirtiendo que no se adelantase una elección, que si se verificaba sería frustránea; porque ni mis escasos conocimientos ni las muchas sillas vacantes en esta Santa Yglesia Catedral me permitirían encargarme de tan grave y delicada ocupación. No obstante fui electo, pero consiguiente a los sentimientos que había expresado resistí la posesión, aunque al fin tube que ceder a mi propio dictamen y sugetarme à instancias superiores (del Sr. Gobernador, que lo era Dn. Miguel Tacón); y en consequencia de esto se me hizo jurar que cumpliría por mi parte con los deberes del instituto y fin de la Junta provisional. El [maestrescuela] ha sido siniestramente interpretado por algunos quando debía ser una confirmación de los principios moderados de su autor. Suplica que se refleccione que el voto fue dado en un Cabildo para el qual se le citó y mandó llevar por escrito su dictamen.

Cuando el gobernador Miguel Tacón y Rosique convocó al cabildo abierto con motivo de los hechos del 20 de julio en Santafé, Pérez de Arroyo inicialmente “con otros opinó q.e no se hiciese novedad alguna y se dexasen las cosas en su estado presente hasta ver lo q.e daba el tiempo”, y que se nombrase una comisión de sujetos ilustres para restablecer la armonía. Como parte de su defensa, Manuel Mariano Urrutia, canónigo magistral de la catedral de Popayán, testificó en Quito en favor de la fidelidad de su maestrescuela Pérez de Arroyo el 6 de noviembre de 1816. El privilegio eclesiástico contribuyó para que el presbítero recibiese un tratamiento distinto al de los demás patriotas y finalmente fue exonerado. 
Tras su experiencia con la justicia por los sucesos de la Independencia renunció por completo a la vida pública y continuó su carrera eclesiástica, en la que «supo gobernar con acierto la diócesis de Popayán». Falleció en Cali a la edad de 69 años.
Su retrato al óleo, obra ejecutada en Bogotá por Pedro José Figueroa en 1822, muestra al presbítero y arquitecto vistiendo la beca de colegial del Rosario junto a algunos de los libros de su biblioteca, entre ellos uno de Vitruvio. Donada al claustro del Rosario en 1855, la pintura incluye en su cartela inferior información sobre la vida y obra de Pérez de Arroyo: «Su pericia en las nobles artes de pintura y arquitectura se descubre por los excelentes dicípulos (sic) que tuvo en la primera, y por las obras maestras de arquitectura ejecutadas por su dirección (...)».

## Obra arquitectónica

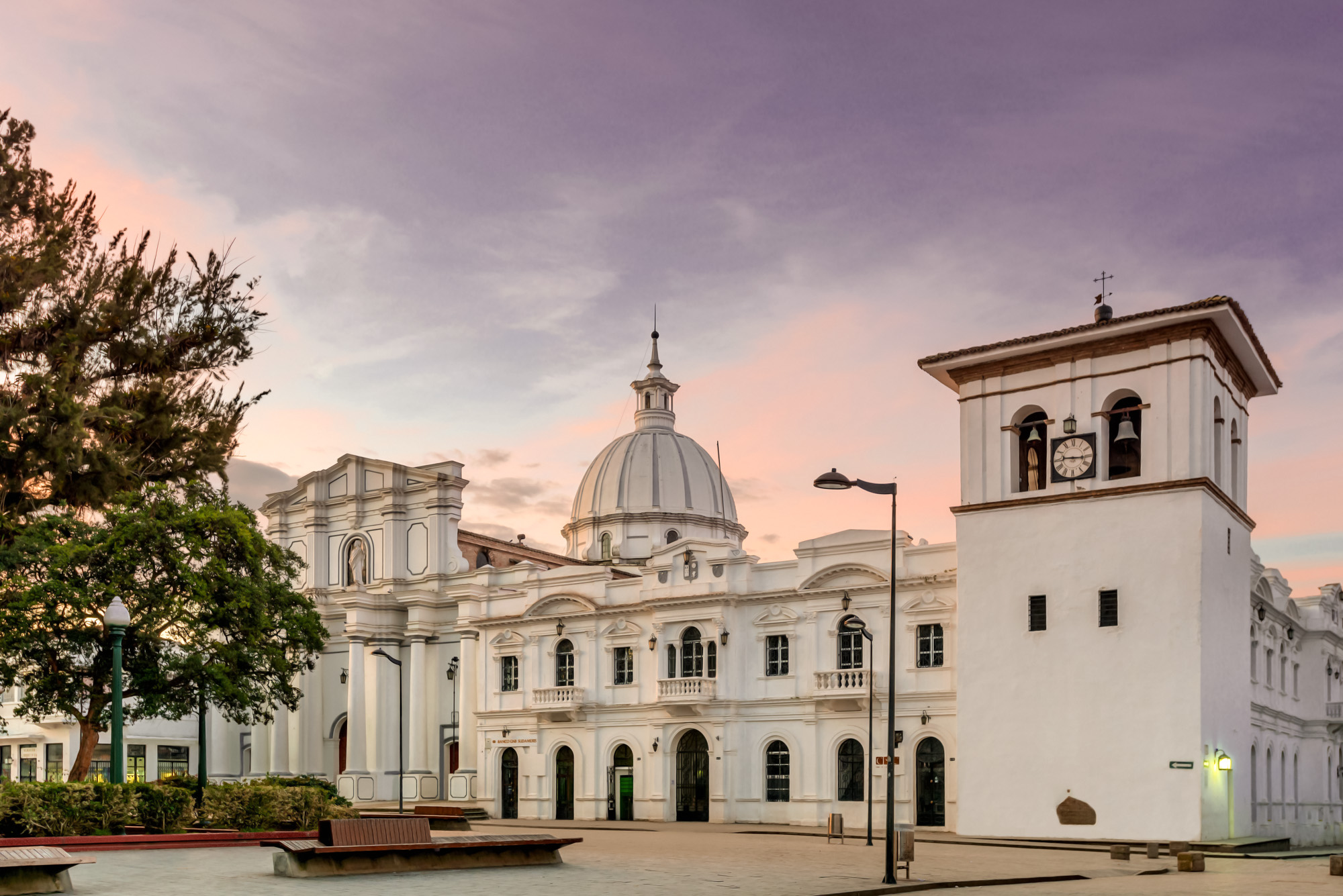
Catedral de Popayán

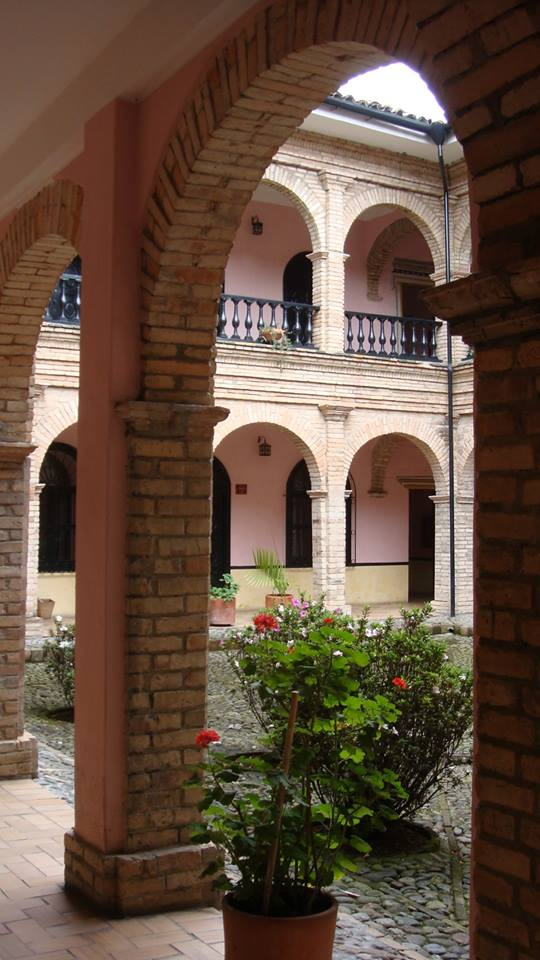
Casa Torres Tenorio - Universidad del Cauca

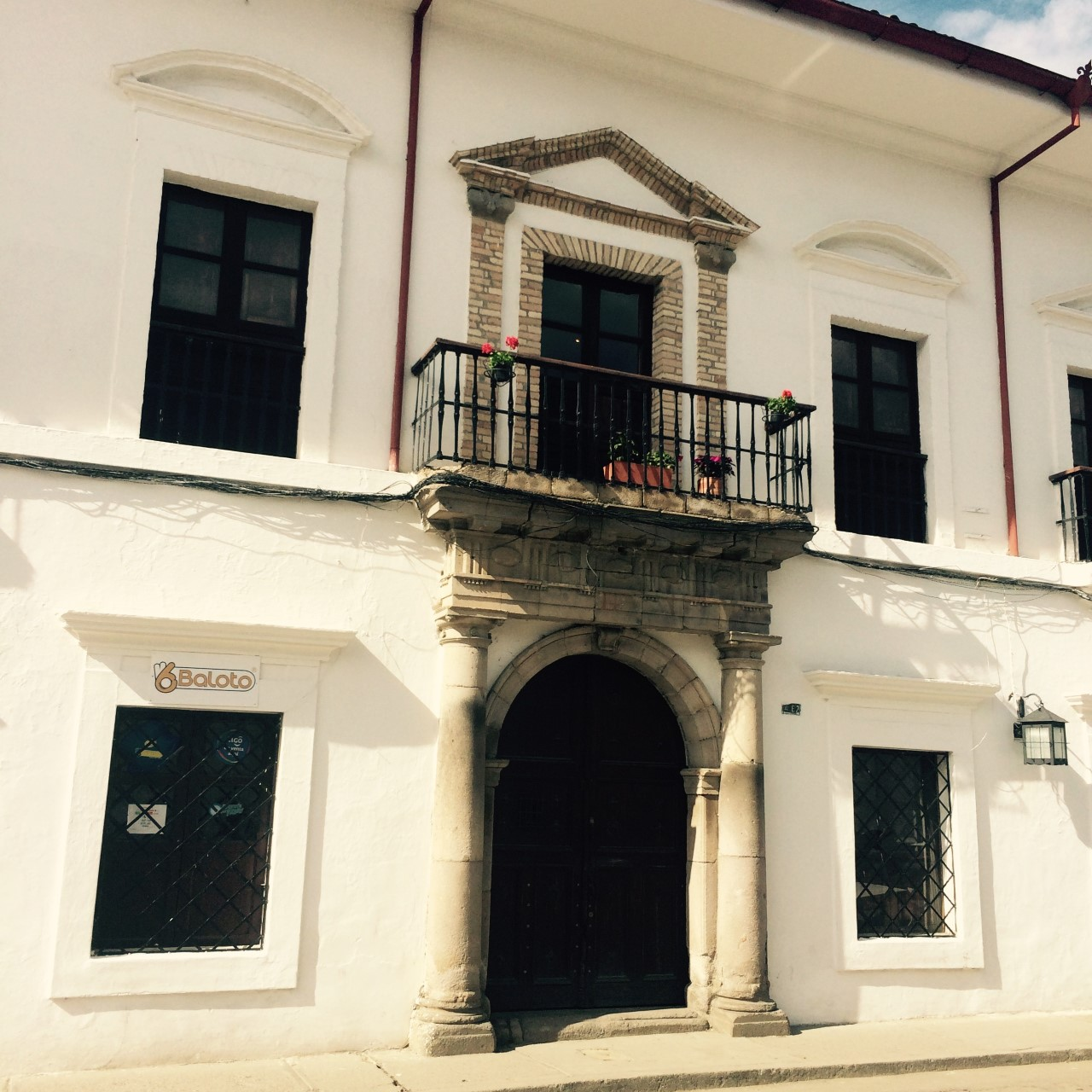
Casa Pérez de Arroyo - Museo Arquidiocesano de Arte Religioso

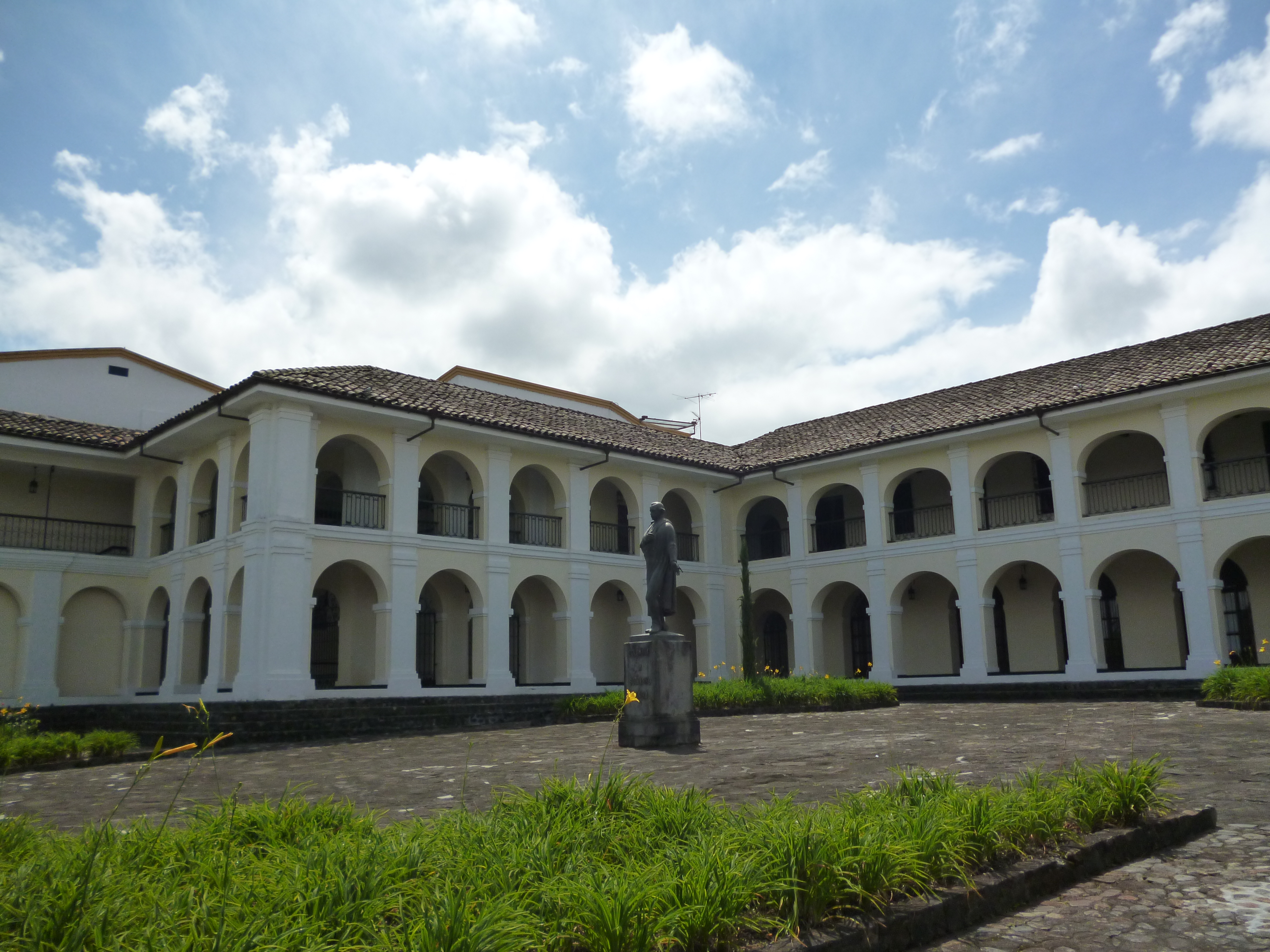
Casa del Regidor - Museo Nacional Guillermo Valencia

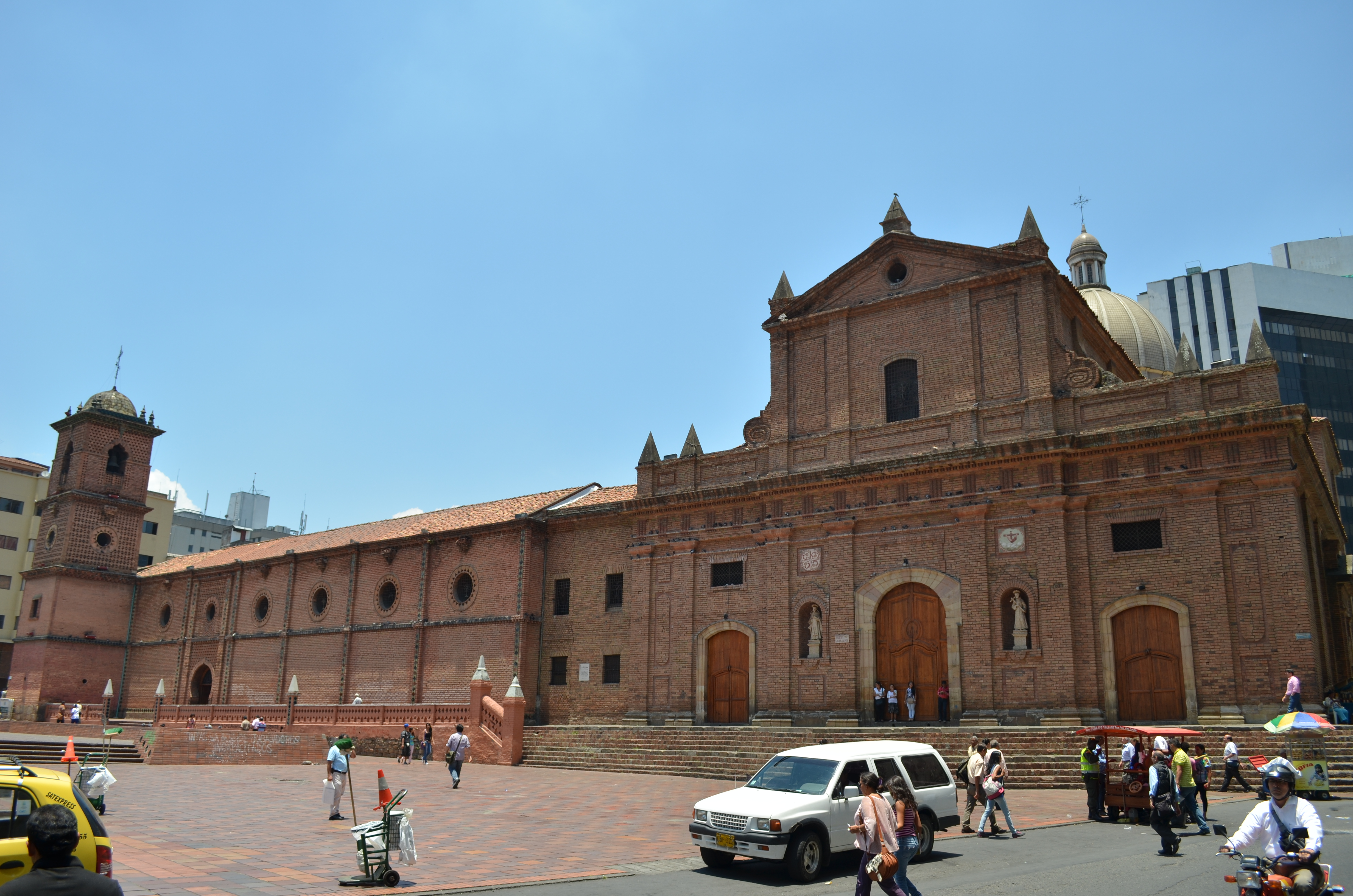
Iglesia de San Francisco, Cali

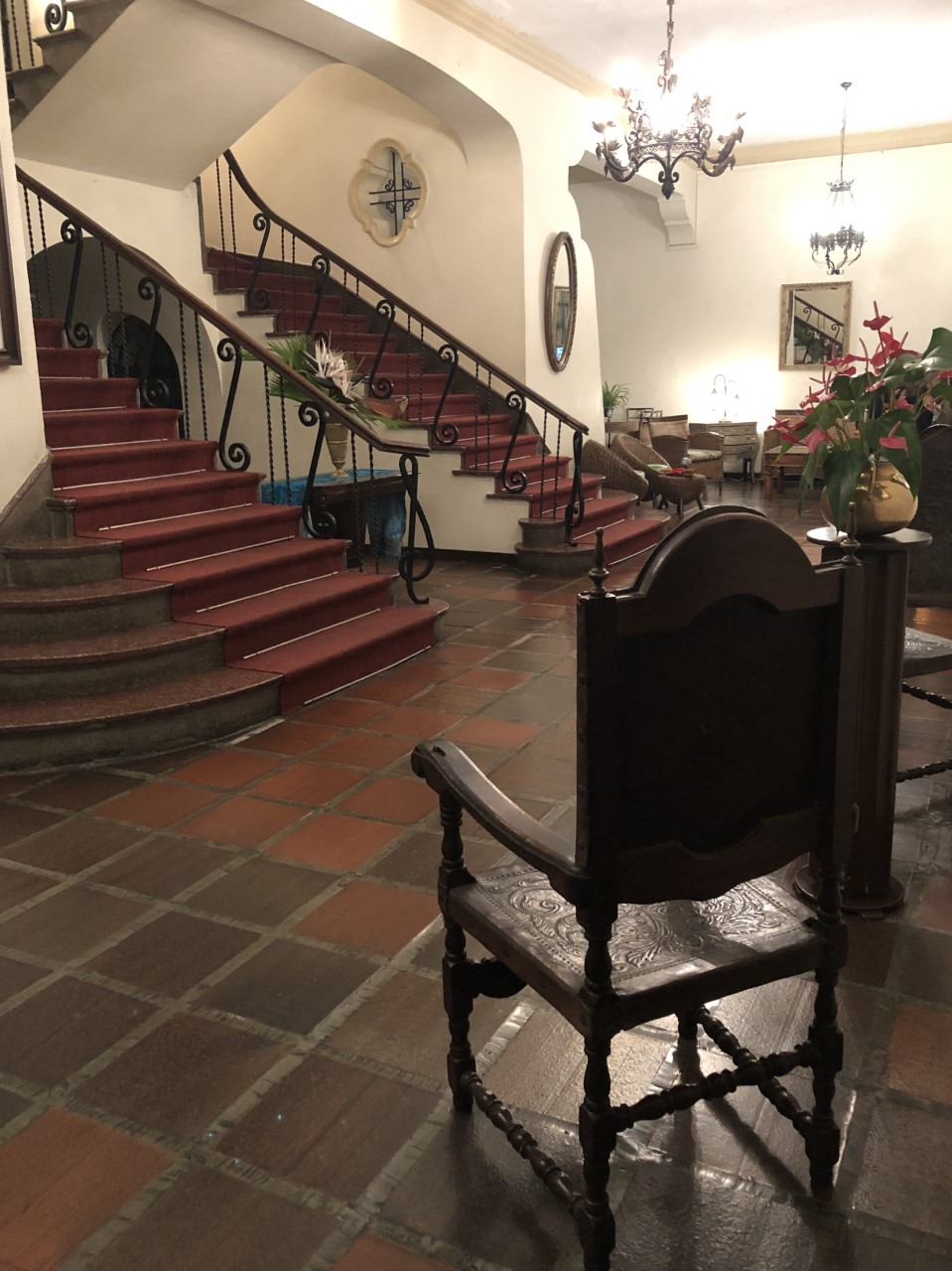
Club Popayán

Si bien Pérez de Arroyo no recibió educación formal como arquitecto, fue un devoto autodidacta de esa disciplina y su talento le permitió plasmar con singular habilidad los cánones arquitectónicos en el diseño y construcción de varias obras civiles y religiosas. Las múltiples ocupaciones del presbítero le impidieron dedicarse a sus creaciones arquitectónicas, por lo que se vio precisado a delegar en maestros constructores. El arquitecto y restaurador colombiano Germán Téllez describe a Pérez de Arroyo como «sacerdote por vocación y arquitecto por mundana inclinación».
El presbítero payanés es considerado uno de los principales adalides y actores en el proceso neoclacisista de la Nueva Granada. Sus obras más destacadas, todas ellas ubicadas en Popayán con excepción de la iglesia de San Francisco, en Cali, son:

#### Catedral Basílica de Nuestra Señora de la Asunción
La introducción del neoclacisismo en la Nueva Granada está ligada a la accidentada historia de la catedral payanesa. La tercera versión de este templo, que entraría a reemplazar a las catedrales anteriormente destruidas por movimientos telúricos, fue comisionada por el obispo Salvador Jiménez de Enciso y Cobos Padilla a Pérez de Arroyo cuando éste se desempeñaba como deán. En los albores del siglo XIX, el clérigo proyectó un templo que retoma elementos de un proyecto anterior atribuido a Antonio García, con planta basilical en cruz griega, una nave central, dos naves laterales y una cúpula sobre el crucero. La combinación de basílica de iglesia en cruz latina es un indicio de intenciones arquitectónicas cultas y de influencias europeas variadas. La catedral, en la que abundan rasgos neoclásicos y manieristas, sufrió graves destrozos durante el terremoto de 1983 y hubo de ser reconstruida casi en su totalidad, para lo cual se respetaron los diseños de Pérez de Arroyo y se incluyeron algunos elementos de otros arquitectos, como Fray Serafín Barbetti. Con esta obra nace Pérez de Arroyo como gran arquitecto neoclásico.

#### Casa Torres Tenorio (Facultad de Artes de la Universidad del Cauca)
Considerada "la mejor de su época en Popayán", fue concluida en 1809 como residencia para Jerónimo de Torres, hermano del prócer Camilo Torres Tenorio. Su originalidad radica en el patio, con arcos de medio punto apoyados en columnas dóricas de ladrillo; el ritmo de las arquerías y sus nobles proporciones hacen de este espacio el modelo mejor logrado de la serie de inmuebles neoclásicos de la ciudad. La Universidad del Cauca adquirió la casa en 1969 para establecer en ella la Facultad de Humanidades y, posteriormente, la Facultad de Artes. Fue uno de los primeros inmuebles del sector histórico de la ciudad en recibir la declaratoria individual como Monumento Nacional por el Instituto Colombiano de Cultura, en 1963.

#### Casa de Postgrados de la Universidad del Cauca
Construida a finales del siglo XVIII como casa de habitación para Alonso de Velasco, último Alférez Real de Popayán, en ella se alojó el Libertador durante su primera visita a la ciudad en 1822. Si bien, como afirma Téllez, la organización espacial y las técnicas de construcción no son novedosas, el aporte de Pérez de Arroyo en esta obra radica en el diseño de las portadas y en el hábil tratamiento del ladrillo y las arquerías que rodean el hermoso patio principal. Fue declarada Monumento Nacional por el Instituto Colombiano de Cultura en 1996.

#### Altar mayor de la iglesia de Santo Domingo
Financiado bajo el mecenazgo del prócer Antonio Arboleda y Arrachea, el retablo fue diseñado por Pérez de Arroyo hacia finales del siglo XVIII; en él se refleja el gusto de la época hacia las disciplinas estéticas imperantes. El presbítero retomó elementos del orden corintio y contrató al ebanista Camilo Guevara para que elaborara bajo su dirección el detallado trabajo en madera, compuesto por seis columnas estriadas en cedro y rematado por cuatro estatuas que representan a las cuatro virtudes cardinales.

#### Casa Pérez de Arroyo (Museo Arquidiocesano de Arte Religioso)
Este amplio inmueble fue concebido por Pérez de Arroyo a finales del siglo XVIII como residencia particular para su familia. El arquitecto se basó en un esquema tradicional de espacios interiores alrededor de dos patios, con «dos espléndidas portadas gemelas en fachada», en un estilo manierista italiano. En el piso superior se alternan en los vanos los frontones curvos y los triangulares, mientras que las pilastras toscanas del patio tienen capiteles en piedra gris y ladrillo cortado. El patio de este inmueble es considerado el más representativo de su género. Presenta, además, la particularidad de tener la escalera en un ángulo del patio, caso poco frecuente en las construcciones de su tipo.
Adquirida por la Curia Arzobispal y acondicionada en 1977 para su nuevo uso como museo, la casa fue restaurada por la Fundación para la Conservación y Restauración del Patrimonio Cultural Colombiano tras el terremoto de 1983. La intervención, que también contó con el auspicio de la Subgerencia Cultural del Banco de la República, implicó la restauración del inmueble, de la colección de arte e imaginería y de la obra pictórica, así como la dotación, curaduría, montaje y exposición del museo. La casa Pérez de Arroyo, también denominada Casa Arboleda Arroyo, fue declarada Monumento Nacional por el Instituto Colombiano de Cultura en 1996.

#### Casa del Regidor (Museo Nacional Guillermo Valencia)
Diseñada y construida por Pérez de Arroyo en el siglo XVIII para el regidor del cabildo Basilio de Angulo, fue residencia de Pedro Agustín de Valencia en ese mismo siglo. En la década de 1930 la adquirió el empresario Ignacio Muñoz Córdoba, quien la obsequió a su hija Josefina al contraer matrimonio con Guillermo Valencia. Fue adquirida por la Nación en 1943 y destinada a un nuevo uso como museo para honrar la memoria del vate payanés. El Congreso de la República la declaró Monumento Nacional mediante la Ley 80 de 1943.

#### Casa de José Rafael Mosquera y Hurtado
Construida en el siglo XVIII por encargo del constitucionalista payanés, en ella funcionó durante algunos años el Colegio Champagnat y fue demolida en 1964 para dar paso a la construcción del Banco de la República. Solo se salvó el portal de piedra de cantera de la entrada principal, que fue incorporado a la casa situada en frente, sede del Museo Nacional Guillermo Valencia.

#### Iglesia de San Francisco, Cali
Tras su paso por la comunidad franciscana, Pérez de Arroyo elaboró los planos de esta iglesia, considerada su obra maestra. Una vez autorizada su construcción por la Corona española mediante cédula real del 20 de febrero de 1791, se dio inicio al proceso de recolección de limosnas para financiar la obra, que fue ejecutada por Fray Pedro Herrera entre 1803 y 1827 como parte de un conjunto arquitectónico en el que sobresale la torre mudéjar, culminada definitivamente en 1828. 
El proyecto logra gran armonía espacial interior y un equilibrado diseño de la fachada principal, conformada por dos cuerpos horizontales, y en ella se percibe la influencia de Vitruvio y de Vignola. En el cuerpo inferior, los portones enmarcados en piedra indican las naves central y laterales, mientras que el cuerpo superior muestra un entablamiento dórico unido al inferior por medio de volutas. El interior del templo está conformado por tres naves con crucero y la nave central está rematada por una bóveda de medio cañón. Las capillas laterales tienen altares formados por arcos de medio punto entre semicolumnas jónicas, rematando el conjunto con un frontispicio triangular. En todos estos detalles se manifiesta la influencia de los tratados manieristas en los que se inspiró Pérez de Arroyo. El conjunto arquitectónico fue declarado Monumento Nacional por el Instituto Colombiano de Cultura en 1982.

#### Club Popayán
Obra comisionada a Pérez de Arroyo por el presbítero Agustín de Sandoval a finales del siglo XVIII para servir como su residencia particular. La casa fue adquirida en 1947 por el club social, que la remodeló y amplió, adaptándola para su nuevo uso. En esta casa se hospedó el presidente de la República Marco Fidel Suárez en 1920, cuando pernoctó en Popayán en camino hacia el Ecuador para entrevistarse con el presidente de ese país.

#### Comisiones no realizadas y otros proyectos
En 1793, Pérez de Arroyo recibió del rector del Colegio Mayor del Rosario, Fernando Caicedo y Flórez, el encargo de dirigir el diseño y la construcción de un monumento funerario para sepultar los restos de Fray Cristóbal de Torres, fundador de ese centro educativo, que habían sido encontrados 139 años después de su deceso en un lugar poco conspicuo del claustro y cuya traslación en solemne ceremonia hacia la capilla de La Bordadita se estaba planeando. En su carta, el rector apeló a la condición de Pérez de Arroyo como exalumno del claustro y le solicitó apoyo financiero para la mencionada obra. Sin embargo, la circunstancia de encontrarse domiciliado en su ciudad natal hizo que el presbítero payanés declinara la solicitud.
A Pérez de Arroyo también se le atribuyen otras casas en Popayán, entre ellas las que sirvieron de residencia a varios miembros de su familia, como la de Manuel María Arroyo y la del prefecto y rector de la Universidad del Cauca José Antonio Arroyo, esta última culminada en 1827 y ubicada en la plazoleta de la iglesia de San José. También se considera de su autoría el diseño de la casa en la que residió su hermano menor, el prócer Santiago Arroyo y Valencia, cuando contrajo matrimonio con su primera esposa María Teresa Mosquera, inmueble ubicado en la calle del Seminario Menor.
El expositorio con cúpula elíptica que existe en la iglesia de San Francisco de Popayán también es atribuido a Pérez de Arroyo.
Todas las obras del presbítero y arquitecto muestran su tendencia neoclásica, pues Pérez de Arroyo "formó su gusto en Vitruvio y en el tratado de Vignola, Los cinco órdenes de la arquitectura".